# Siče
Siče falu Horvátországban, Bród-Szávamente megyében. Közigazgatásilag Újkapelához tartozik.

## Fekvése
Bródtól légvonalban 30, közúton 37 km-re nyugatra, Pozsegától   légvonalban 19, közúton 24 km-re délre, községközpontjától 4 km-re délre, Nyugat-Szlavóniában, a Szávamenti-síkságon, az A3-as (Bregana-Lipovac) autópálya és a Száva között fekszik.

## Története
A területén előkerült legrégibb leletek a bronzkorból származnak. 1900-ban a falutól délre fekvő mocsaras területen egy cserépedényben 49 darab bronztárgy került elő, köztük bronz szekercék, bronzvésők, sarlók, nyers bronzöntvények. A leletek a zágrábi régészeti múzeumba kerültek.
A település középkori létezésének nincs nyoma. 1698-ban a kamarai összeírásban „Szecs” néven hajdútelepülésként szerepel a török uralom alól felszabadított szlavóniai települések között. Így valószínűleg csak a terület török uralom alóli felszabadítása után telepítették be katolikus lakossággal, akik határőrszolgálatra voltak kötelezettek. Plébániáját röviddel ezután alapították, mert 1708 körül már felépítették plébániaházát. A plébánia első anyakönyvei 1725-ből valók, amikor plébánosa Andrija Gušterović ferences atya volt. 1730-ban említik Szent István király tiszteletére szentelt fakápolnáját. A plébániához Sičén kívül Dubovac, Lipovac, Dragovci, Orbova, Štivica, Komarnica, Seoci, Batrina, Pavlovci és Škrabutnik települések tartoztak. 1735-től említik Szent Klára kápolnáját. 1746-ban a faluban 70 ház volt és már egy Szent László kápolna is állt itt. 1760-ban már 81 házat, 173 családot és 805 lakost számláltak itt. 1769-ben 77 háza, 169 családja és 813 lakosa volt.

Az első katonai felmérés térképén „Sicse” néven található. A gradiskai ezredhez tartozott. Lipszky János 1808-ban Budán kiadott repertóriumában „Sziche” néven szerepel. Nagy Lajos 1829-ben kiadott művében „Sziche” néven 131 házzal, 679 katolikus vallású lakossal találjuk. A katonai közigazgatás megszüntetése után 1871-ben Pozsega vármegyéhez csatolták.
A településnek 1857-ben 163, 1910-ben 529 lakosa volt. Az 1910-es népszámlálás szerint lakosságának 99%-a horvát anyanyelvű volt. Pozsega vármegye Újgradiskai járásának része volt. Az első világháború után 1918-ban az új szerb-horvát-szlovén állam, majd később (1929-ben) Jugoszlávia része lett. A település 1991-től a független Horvátországhoz tartozik. 1991-ben lakosságának 98%-a horvát nemzetiségű volt. 2011-ben 272 lakosa volt.

## Lakossága
| Lakosság változása | Lakosság változása | Lakosság változása | Lakosság változása | Lakosság változása | Lakosság változása | Lakosság változása | Lakosság változása | Lakosság változása | Lakosság változása | Lakosság változása | Lakosság változása | Lakosság változása | Lakosság változása | Lakosság változása | Lakosság változása |
| ------------------ | ------------------ | ------------------ | ------------------ | ------------------ | ------------------ | ------------------ | ------------------ | ------------------ | ------------------ | ------------------ | ------------------ | ------------------ | ------------------ | ------------------ | ------------------ |
| 1857               | 1869               | 1880               | 1890               | 1900               | 1910               | 1921               | 1931               | 1948               | 1953               | 1961               | 1971               | 1981               | 1991               | 2001               | 2011               |
| 605                | 590                | 562                | 617                | 738                | 756                | 751                | 770                | 749                | 757                | 716                | 654                | 523                | 454                | 389                | 306                |

## Nevezetességei
Szent István vértanú tiszteletére szentelt római katolikus kápolnája 1871-ben épült az 1753-ban épített fakápolna helyén. A kápolna Szűz Mária szobra 1898-ban készült.